# EVIL
EVIL（イービル、1987年1月26日 - ）は、日本の男性プロレスラー。静岡県三島市出身。新日本プロレス所属。本名及び旧リングネームは渡辺 高章（わたなべ たかあき）。血液型O型。

## 来歴

### 入門以前
幼少期、約10年間に渡り剣道に打ち込む。高校卒業後、神奈川県横浜市に所在する医療専門学校に入学するも、わずか半年で中退。専門学校中退後、アニマル浜口レスリング道場に入門し、プロレスラーになる事を志す（同期に中之上靖文がいた）。2007年2月に入門テストに参加するも不合格に終わった。2009年12月に再度挑み、合格を果たして2010年2月に新日本プロレスに入門した。

### 新日本プロレス
2011年5月13日、新宿FACEで開催されたLife Goes on!で高橋広夢と対戦し、プロレスデビューを飾るが敗戦した。デビュー後、しばらくは前座として活動。7月13日、KUSHIDAとタッグを組んで三上恭佑 & 高橋と対戦して勝利し、プロレスラーのキャリアにおいて初勝利を飾った。2012年には先輩レスラー達の胸を借りて試合をこなす。

#### 2013年
2013年1月、初の他団体参戦となるNOAHに小島聡、永田裕志と共に出場。出場した全試合ではいずれも勝利を得る事ができなかったものの平柳玄藩、ランス・ブラバド、マーシャル・フォン・エリックといった相手とシングルマッチを行った。NOAH参戦後、新日本では田中翔、小松洋平などの後輩レスラーには勝利するものの自身より先輩のレスラー達には勝利ができずにいた。9月より永田とタッグを組んで出場、同月22日にはNOAHに永田と再び参戦してモハメド・ヨネ & 小川良成と対戦するが、敗れた。10月14日、KING OF PRO-WRESTLINGにて天山広吉をパートナーにK.E.S.（ランス・アーチャー & デイビーボーイ・スミスJr.）と対戦するが敗戦した。

##### 海外武者修行
2013年10月、海外武者修行によりアメリカへ遠征。同月18日、NWA加盟団体であるNWAヒューストンのイベント、NWA Invasion Houstonに参戦。外道とタッグを組んでザ・キング・オブ・アンダーグラウンド（スコット・サマーズ & ライアン・ジェネシス）と対戦し、勝利した。26日、PWS（Pro Wrestling Syndicate）のPPVであるRetaliationに出場し、アノアイ・ファミリーの一員であるランス・アノアイと対戦するが敗戦した。

#### 2014年
2014年2月22日、ROHに初参戦。テレビ番組であるROH on SBGに出場してダークマッチでの4wayマッチにてサイラス・ヤング、カプリス・コールマン、マット・ターバンと対戦するが勝利を飾る事ができなかった。5月4日、カナダのオンタリオ州を拠点とする団体であるSMASHのイベントであるSmash Goldに出場。SMASH王座争奪トーナメントにエントリーして一回戦にてアレックス・ベガに勝利。決勝である5wayイリミネーションマッチにてマット・クロス、クリス・ヒーロー、ジョシュ・アレキサンダー、ケビン・スティーンと対戦するがベルトを奪取するに至らなかった。同月9日、カナダのオンタリオ州を拠点とする団体であるBCW（Border City Wrestling）のイベント、East Meets Westにて棚橋弘至とタッグを組んでジョー・ドーリング & タイソン・デュークスと対戦するが敗戦。5月10日、ROH & 新日本プロレスによる共催イベントであるGLOBAL WARSに出場し、マイケル・エルガンと対戦するが敗戦した。同月17日、同じくROH & 新日本プロレスによる共催イベントであるWAR OF THE WORLDSにてフォーエバー・フーリガンズ（アレックス・コズロフ & ロッキー・ロメロ）と組んでトマソ・チャンパ & マット・ターバン & ACHと6人タッグマッチを行うが敗戦した。同月31日、ミシガン州を拠点とするXICW（Xtreme Intense Championship Wrestling）に参戦。XICWライトヘビー級王座を保持するオーランド・クリストファーに挑戦するもベルトを奪取するに至らなかった。
6月8日、SMASHのイベントであるRival Schoolsにてクリス・ヒーローと対戦するが敗戦した。同月14日、ニュージャージー州を拠点とするJCW（Jersey Championship Wrestling）にて、JCWエクストリーム王座4wayマッチを行い、バンディード・ジュニア、リンセ・ドラド、リッチ・スワンと対戦するが王座を奪取するに至らなかった。同月22日、ROHのBest in the World 2014にてROH世界TV王座挑戦権争奪6人メイヘムマッチに出場し、BJホイットマー、ACH、タダリアス・トーマス、カプリス・コールマン、トマソ・チャンパと争うが挑戦権を得る事ができなかった。7月20日、SMASHのSmashapaloozaにてクリストファー・ダニエルズと対戦して勝利し、金星を得る。8月15日、ROHのField of Honorにてマーク・ブリスコと対戦するが敗戦した。9月6日、ROHのAll Star Extravaganza VIにてカプリス・コールマンと組んで4コーナーサバイバルタッグマッチを行い、ムース & RDエヴァンス、ザ・ディケード（アダム・ページ & BJホイットマー）、モンスター・マフィア（イーサン・ガブリエル・オーウェンス & ジョシュ・アレキサンダー）と対戦するが勝利を得る事ができなかった。

#### 2015年
2015年7月4日、ROH on SBGにてダルトン・キャッスルと対戦して前半こそ攻めたがローリング・クレイドルを仕掛けられた事をきっかけに攻勢を逆転され、最後にバン・ア・ランを決められ敗戦した。同月11日、ジェフ・ジャレットが主宰するGFWに参戦。真田聖也と組んでBULLET CLUB（カール・アンダーソン & ドク・ギャローズ）と対戦するが敗戦した。8月22日、ROH Field of Honor 2015にてROH世界TV王座挑戦権争奪9wayガントレットマッチにて最後に登場してセドリック・アレキサンダーに裏投げを決めて勝利し、挑戦権を得た。10月10日、ROH on SBGにてROH世界TV王座を保持するジェイ・リーサルに挑戦。最後にトゥルース・マルティニの介入からレフェリーが目を逸らしたところへリーサルから金的攻撃を喰らうとリーサル・インジェクションを決められ敗戦した。

##### 凱旋帰国

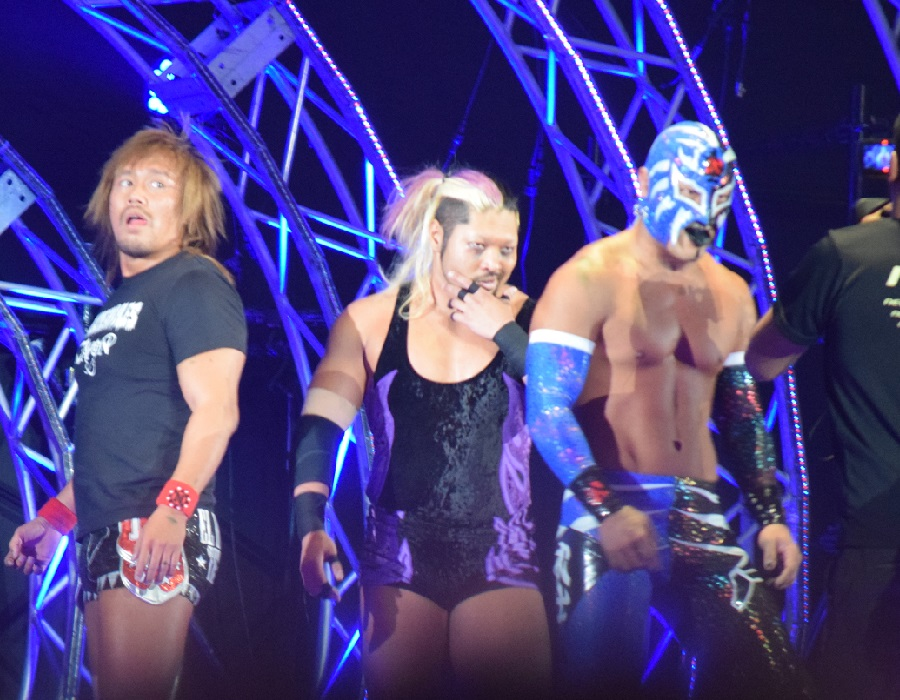
内藤哲也（左）、BUSHI（右）と共にロス・インゴベルナブレス・デ・ハポンの一員として活動するEVIL（中）。

10月12日、KING OF PRO-WRESTLINGの舞台で、東京ドーム・IWGPヘビー級王座挑戦権利書を賭けて棚橋と対戦した内藤哲也の「パレハ（スペイン語で「相棒」の意）」として登場した。試合終盤リング内に乱入すると、棚橋にジャーマン・スープレックスを繰り出し、試合後には棚橋の救出に駆けつけた後藤洋央紀に対して変形大外刈りを見舞い、K.O.に追い込むと内藤と肩を組みながら退場。バックステージでは内藤より「彼の名前は"キング・オブ・ダークネス"EVIL（イービル）だよ」と紹介されリングネームを変更、怪奇派レスラーとして内藤と結託した。
11月7日、POWER STRUGGLEにて後藤を相手に凱旋試合を行いシングルマッチで対戦。EVILも試合終盤に後藤の昇龍結界を極められピンチに陥るが、入場ゲートから内藤が登場して試合に乱入した。内藤は後藤に急所蹴りを見舞いデスティーノを炸裂させると、状況を見かねたレフェリーより反則裁定が下り、更に遺恨を深める結果となった。
同月21日、EVILは内藤とのタッグでWORLD TAG LEAGUE 2015に出場し、Bブロックにエントリーされた。22日豊橋大会にて、内藤と長期欠場中のBUSHIらと共にロス・インゴベルナブレス・デ・ハポン（Los Ingobernables de Japón、略称 : L・I・J）を結成した。公式リーグ最終戦の12月6日では、因縁深い後藤 & 柴田勝頼組を相手に勝利を収め、5勝1敗という結果で決勝進出を果たす。同月9日、優勝決定戦にてG・B・H（真壁刀義 & 本間朋晃）と対戦、EVILは試合開始早々に場外戦に持ち込みラフプレーで攻め立て、中盤にはセコンドに付いていたBUSHIが真壁の顔面に毒霧を吹きかけるアシストを見せるなど試合を優位に進めるが終盤にG・B・Hの合体技、こけしインパクトが内藤に被弾したことから形勢が逆転し始めた。BUSHIが再度真壁に対し毒霧を仕掛けようとするもラリアットで返り討ちに遭わされ、本間のスライディングこけしロケット、真壁のキングコングニードロップと繋げられ、最後に本間からこけしを決められ敗戦した。結局は準優勝という結果に終わった。

#### 2016年
2016年3月3日、EVILはNEW JAPAN CUPに初出場を果たし一回戦でCHAOSの石井智宏と対戦した。最後は石井の垂直落下式ブレーンバスターを決められ敗戦するも、EVILは何度も石井を追い詰める場面を見せつけポテンシャルの高さを知らしめた。その後もEVILは石井を付け狙い、同月12日、BUSHIと組み石井 & YOSHI-HASHI組と対戦しBUSHIの毒霧のアシストを経てラリアット、EVILを決めて石井から勝利を収め、EVILは試合後に石井の保持するROH世界TV王座を手に取り挑戦をアピールした。同月20日、EVILはRoad to INVASION ATTACK 2016尼崎大会にて石井とROH世界TV王座を賭けて対戦し、20分を超える激闘を繰り広げたものの、敗北した。
5月3日、レスリングどんたく2016にて後藤と対戦、EVILも序盤から場外戦になると鉄柵への攻撃を何度も繰り返して怯ませると、椅子を首に掛けてもうひとつの椅子で殴打してダメージを負わせた。しかしリングに入ると後藤は復活し打撃戦へと展開するが、EVILも後藤の攻撃を受け止めるとカウンターのラリアット、ローリングエルボーへと繋げた後にダークネスフォールズで追撃し、そして最後にEVILを決めて完勝した。G1 CLIMAXにも初出場したが、4勝5敗で終わった。
11月5日、柴田の保持するNEVER無差別級王座に挑戦し、最後は柴田からピンフォール勝ちを収めて第13代王者に戴冠したが、15日に柴田とのリマッチに敗れ同王座から陥落した。この柴田との闘いは、シングル戦線におけるステップアップになったと後にEVILは振り返っている。
11月7日、WORLD TAG LEAGUE2016にてEVILはSANADAとタッグを組んで出場したが、5勝2敗の予選落ちに終わった。

#### 2017年
2017年1月4日、WRESTLE KINGDOM 11 in 東京ドームでEVILはSANADA、BUSHIと共にNEVER無差別級6人タッグ選手権試合・ガントレットマッチに参戦、三番手として登場し高橋＆バッドラック・ファレ＆アダム・ペイジ組と小島＆リコシェ＆フィンレー組を破り第9代王座に戴冠したが、5日の後楽園ホール大会にて中西学&棚橋弘至＆田口隆祐組を相手に防衛に失敗し、同王座から陥落しわずか一日天下となってしまった。
8月5日、G1 CLIMAX27にて、IWPGヘビー級王者であり6勝0敗中のオカダ・カズチカから勝利を奪い、オカダの連勝をストップさせる。
10月9日、両国国技館大会にてG1の結果を受け、オカダとIWPGヘビー級選手権試合を行うが敗れる。
11月、WORLD TAG LEAGUE2017にSANADAとタッグを組んで出場。ブロックはAで昨年と同じく5勝2敗だったが、最多得点だったため優勝決定戦進出が決定。
12月11日、福岡国際センターで行われた優勝決定戦でBブロック1位のタマ・トンガ、タンガ・ロアのG.O.Dと対戦し、タマにEVILを決め優勝した。

#### 2018年
2018年1月4日、K.E.SとIWGPタッグ選手権試合を行い、SANADAとともに第79代王者となる。その翌日、シングル王座との二冠になるため後藤の持つNEVER無差別級王座に挑戦をアピールした。
2月10日、NEW BEGINNINGにて後藤の持つNEVER無差別級選手権試合に挑戦、後藤はこの一戦を｢EVILの除霊マッチ｣と称し、巨大な数珠を持ち込んだ。試合中にも数珠を奪い合っての攻防も行った末、EVILの敗北に終わった。しかし、除霊マッチ敗北後の現在もEVILとして活動している。
2月20日、新日本プロレス公式サイトにて左眼窩底骨折による欠場を発表、「旗揚げ記念シリーズ」「旗揚げ記念日」全戦を欠場した。そしてNEW JAPAN CUPも不参加となった。その後、3月30日の後楽園ホール大会で復帰した。
4月29日、グランメッセ熊本にて前王者組のK.E.SとIWGPタッグ選手権試合を行い防衛に成功。
6月9日、DOMINIONでヤング・バックスとIWGPタッグ王座3度目の防衛戦を行う。試合はパートナーのSANADAがピンフォールを取られ、王座から陥落した。その後、アメリカ・サンフランシスコ大会でリマッチを行うも、掟破りのEVILからのメルツァードライバーを食らい、王座戴冠とはならなかった。試合後、IWGPインターコンチネンタル王座から陥落し、その試合で王者になったクリス・ジェリコに滅多打ちにされる内藤を救出する。
7月、G1 CLIMAX28にエントリー。開幕戦でマイケル・エルガンに敗れるもそこから4連勝した。しかし、鈴木みのる、棚橋、オカダを相手に立て続けに連敗してしまい、優勝決定戦進出のチャンスを失う。8月10日、日本武道館での最終公式戦で6勝しているジェイ・ホワイトと対戦。ホワイトの反則殺法に翻弄され、あわやパイプ椅子攻撃を食らうかという所でEVILを炸裂させ勝利、5勝4敗で勝ち越した。
9月、DESTRUCTIONのシリーズを通しザック・セイバーJr.との抗争が始まる。17日の別府大会でのタッグマッチではジャックナイフ式エビ固めで敗れ、その後のアメリカ大会でのタッグマッチでも回転足折り固めで敗れてしまい、タッグマッチではあるが、2回もピンフォールを取られてしまう。
10月8日、両国国技館大会でザックとのスペシャルシングルマッチが組まれるも、試合開始前にクリス・ジェリコに襲撃され戦闘不能状態となり、試合はノーコンテストとなってしまった。
11月3日、IWGPインターコンチネンタル王者であるジェリコに挑戦するも敗れた。
11月17日、EVILはSANADAとともにWORLD TAG LEAGUE2018にエントリー。総当たりリーグ戦で10勝3敗という結果となり、リーグ2位で優勝決定戦に進出が決定（勝ち点20でG.O.Dと並んだが、予選で敗れてしまったため2位となった）。12月9日、岩手産業文化センター・アピオで1位であるG.O.Dと対戦。最後は、EVILのパートナーのSANADAがラウンディングボディプレスを決め、史上2組目の2連覇を果たした。試合後、G.O.Dの持つIWGPタッグ王座への挑戦をアピールすると、大阪城ホール、サンフランシスコで敗れているヤング・バックスも現れ、EVILは「ヤング・バックスにも借りがあるからな。まとめてやってやるよ！」とマイクをし、翌年のIWGPタッグ選手権試合は3WAYマッチとなった。

#### 2019年
2019年1月4日、G.O.D、ヤング・バックスとIWGPタッグ選手権試合3WAYマッチを行い、目まぐるしい戦いを制し2度目のIWGPタッグ王座を戴冠。
2月3日、北海きたえーるのタッグ選手権試合でSANADAが鈴木からフォールを取り初防衛を果たす。
2月23日、後楽園ホールでリマッチをアピールしていた前王者組のG.O.Dと対戦。最後はSANADAがスーパーパワーボムでピンフォールを取られ、王座から陥落した。
3月、2年ぶりにNEW JAPAN CUPにエントリー。11日、ベイコム総合体育館で札幌大会でシングルマッチを行ったザックと対戦。試合はザックの関節技にギブアップ負けを喫し、1回戦で敗退した。
4月6日（日本時間4月7日）、マディソン・スクエア・ガーデンでIWGPタッグ王座とROH世界タッグ王座のダブル選手権試合にSANADAとともに挑戦するが、当時ROH世界タッグ王者であったブロディ・キングがG.O.Dにフォールを奪われてしまっため、王座奪取に失敗。
レスリングどんたくのシリーズ中は、石井との抗争に入った。きっかけはNEW JAPAN CUP決勝戦で組まれたタッグマッチで抗争が勃発、試合後もEVILと石井はコメントブースで殴り合いにまで発展した。
そして5月4日の福岡大会セミファイナルでスペシャルシングルマッチが決定した。石井とのシングルマッチは3年ぶり3回目である。4月26日の広島大会のタッグマッチではEVILがシングルマッチ前にピンフォール勝ちを取るも、福岡大会では石井の垂直落下式ブレーンバスターを喰らって敗北した。
6月9日、IWGPタッグ王者組のG.O.Dに挑戦。途中、邪道の介入があったがBUSHIが毒霧で排除。リマッチ成功かと思われたもののタマ・トンガに横入り式エビ固めで丸め込まれ、EVILの王座奪還とはならなかった。
7月、G1 CLIMAX 29にエントリー。結果は4勝5敗と負け越しで終わったが、優勝した飯伏やタッグパートナーのSANADAに勝利するなどインパクトを残した。
9月16日、鹿児島大会にてIWGPヘビー級王座挑戦権利証を防衛した飯伏の前に現れ、挑戦を表明する。
10月、両国大会にて飯伏と挑戦権利証争奪戦を行うも、最後はカミゴェを決められ敗れた。
11月、SANADAと共にWORLD TAG LEAGUEにエントリー。12月8日広島グリーンアリーナ大会での最終戦、ジュース・ロビンソン＆デビッド・フィンレー組との優勝を懸けた試合に臨むも、最後はフィンレーのACID DROPでフォール負けしてしまい3連覇はならなかった。

#### 2020年
2020年1月、レッスルキングダム14東京ドーム2連戦最終日の第0試合・NEVER無差別級6人タッグ選手権試合・ガントレットマッチにBUSHI、鷹木信悟とともに出場。最後は王者組に勝利。約2年半ぶり4度目の戴冠を果たす。翌日の大田区総合体育館大会にて、またも石井との因縁が勃発（ガントレットマッチにてEVILが石井から直接フォール勝ちしたため。）。
2月1日、札幌2連戦初日の第7試合にて石井とシングルマッチで闘うも最後は石井の垂直落下式ブレーンバスターで敗れ、これで対石井戦は4連敗となった。
6月、NEW JAPAN CUPに2年連続4回目の出場。EVILも椅子攻撃や金的といった反則攻撃を駆使し、1回戦で小島、2回戦で後藤、準々決勝でYOSHI-HASHI、そして準決勝で同門のSANADAから勝利し、初めて決勝まで進出する。
7月11日、同じく決勝まで勝ち進んだオカダと対戦。試合終盤ではオカダの変形コブラクラッチを受けるも、BULLET CLUBの外道と高橋裕二郎がリング上に乱入、オカダを攻撃し、難を逃れる場面があった。最後は股間踏みつけからのEVILでオカダに勝利し、NEW JAPAN CUP初優勝となった。この結果、翌日にIWGPヘビー級・IWGPインターコンチネンタル二冠王者の内藤とのタイトルマッチが決定した。試合後、内藤がグータッチを求めるも、EVILはBULLET CLUBのウルフポーズで返し、内藤に裏切りのEVILを喰らわせた。直後に外道や高橋らBULLET CLUBの日本人メンバーが拍手をしながら現れ、EVILも彼らとウルフポーズを交わしながらBULLET CLUBへの加入を表明した。
7月12日、内藤と二冠タイトルマッチを行った。この試合でもEVILは椅子攻撃・金的や他選手の介入といった反則行為を内藤に対して積極的に行った後、最後は股間踏みつけからのEVILで内藤を下し、二冠王者となった（二冠ともに初戴冠）。試合中にEVILは、解説者のミラノコレクションA.T.が持つL・I・J時代のEVILのグッズである鎌を破壊し、怒って飛び出したミラノを鉄柵に投げ飛ばすといった場面もあった。試合後、EVILはBUSHIのマスクを被り試合中に介入したディック東郷を新しいパレハであると宣言した。また、試合後に同じくL・I・Jのメンバーでもある高橋ヒロムの挑戦表明を受けた。
7月25日、愛知県体育館大会にてヒロムと二冠戦を行い、東郷のアシストを経て最後はEVILでピンフォールを奪い、初防衛に成功した。
8月29日、21年ぶりとなるSUMMER STRUGGLE神宮球場大会にて前王者の内藤とリマッチを行い、試合終盤、東郷、外道が介入したもののBUSHI、SANADAによって排除される。最後は内藤のデスティーノでピンフォールを奪われ、ついに王座から陥落した。
9月、EVILはBULLET CLUBに加入してから初のG1 CLIMAXを迎える。初戦にてザック・セイバーJr.のヨーロピアンクラッチに敗れるも、2戦目でYOSHI-HASHIに勝利する。だが、3戦目で矢野通に敗れ、1勝2敗となってしまうも、そこから反則行為や東郷の介入を駆使し5連勝（棚橋、内藤からも勝利している）。6勝2敗で最終公式戦を迎えた。最終戦でEVILのかつてのタッグパートナーだったSANADAと対戦。勝てば優勝決定戦進出だったが、最後はオコーナーブリッジで丸め込まれ敗北し、6勝3敗でリーグ戦を終えた。そして、優勝決定戦当日に組まれた内藤&BUSHI vs EVIL&高橋のタッグマッチ終了後、EVILは内藤に必殺のEVILを喰らわせ、挑戦をアピールした。この結果、11月7日の大阪大会でEVIL vs 内藤の2冠王座のリマッチが決定した。
11月7日、大阪大会にて内藤の持つ2冠王座に挑み、EVILも中盤で東郷や高橋を介入させる。だがSANADAに蹴散らされてしまい、ホワイトが乱入し内藤を急襲しに行くが飯伏がホワイトを追いかけ、最終的に内藤とEVILの2人になる。EVILは最後の最後でEVILを掛けようとするも、張り手、バレンティアからのデスティーノでフォール負けを喫した。
11月15日、WORLD TAG LEAGUEに高橋とのタッグでエントリー。G1公式戦で負けたSANADA、矢野、昨年の優勝決定戦で直接ピンフォールを取られたデビッド・フィンレーにEVILで直接勝利するも、3勝6敗と負け越しで終わってしまう。また、優勝決定戦で組まれたタッグマッチにてSANADAとの因縁が再燃。2021年1月5日東京ドーム大会にてスペシャルシングルマッチが決定した。

#### 2021年
1月5日、東京ドーム2連戦2日目にてSANADAとスペシャルシングルマッチで対戦。場外にテーブルを設置し、SANADAを落とそうとするもセコンドについていた東郷がテーブルに落ちてしまい、最終的にはポップアップ式TKOからのラウンディングボディプレスで敗れた。翌6日、東京ドームシティホール大会にてオカダとの因縁が再燃し、2月27日の大阪城ホール大会メインイベントで対戦することが決定した。
2月27日、大阪城ホール大会にてオカダと対戦したが、最後は開脚式ツームーストンパイルドライバーからのレインメーカーで敗れた。
3月、NEW JAPAN CUP 2021にエントリー。Eシードで2回戦からの参戦となった。ジェフ・コブ、矢野から勝利し、準決勝でかつての同門である鷹木と対戦するも敗れ、2年連続決勝進出はならなかった。
3月16日、矢野を東郷との合体技『暗闇』で矢野に勝利したが、矢野が暗所恐怖症になってしまったことによりKOPWまでの暗闇抗争に発展した。その後は前哨戦で暗闇抗争で矢野を怖がらせたり、外道が棚橋にメリケンサックを喰らわせ、東郷と外道の反則負けになるも矢野のトロフィーを黒塗りにして矢野を悲しませた。
4月28日、度重なる暗闇抗争で矢野を怖がらせて悲しませたりして、KOPW暗闇創造黒頭巾マッチを迎え、反則殺法や解説席にいたタイチの前で矢野の手をテーピングで拘束したり、東郷が電気を消し、東郷のスポイラーズチョーカーで首を締め上げたりしたが、矢野の頭脳戦略で敗北を喫し暗闇抗争は幕を閉じた。
9月4日、東郷、高橋、 SHOと共にBULLET CLUB内の新ユニット・HOUSE OF TORTUREを結成。翌5日には鷹木の保持するIWGP世界ヘビー級王座に挑戦し、HOUSE OF TORTUREのメンバーの介入なども駆使しながら追い詰めるも王座戴冠とはならなかった。

#### 2022年
1月4日、石井からNEVER無差別級王座を奪取。
2月13日、ランバージャックデスマッチという特殊ルールの中で組まれた石井とのリマッチにてセコンドが完全壊滅の中、ロスインゴ時代を彷彿とさせるタフなファイトスタイルで戦いを制し、初防衛に成功した。
2月21日、NEW JAPAN CUP 2022への出場が発表された。
3月7日、1回戦で田口隆祐と対戦。ロスインゴ時代のEVILの姿で登場する田口にメンタルがやられないか心配という声もある中、一瞬の隙をついてカウンターのEVILで勝利。試合後のバックステージでは、2回戦での対戦が決定した同門のタマに対し「テメェのことはよぉ、前々から気に食わなかったんだよ！」と挑発した。
3月13日、2回戦で同じBULLET CLUBのタマ・トンガと対決。一度はガンスタンを決められてしまうも、東郷の妨害によりカウントは無効に。更に石森・ファンタズモの乱入等のあり、最終的にはEVILで勝利。試合後、他のBULLET CLUBメンバーも続々と登場し、タマ・トンガ/タンガ・ロア/邪道をBULLET CLUBから追放した。バックステージでEVILは「アイツらはBULLET CLUBのお払い箱だ！」と言い放った。
3月18日、3回戦で元同門であり、元盟友のヒロムと対戦。東郷の介入もあり大半のファンがEVILの勝利を予想する中、自身の必殺技『EVIL』でまさかの敗北となった。さらに試合後のマイクでEVILはヒロムに、「オマエとは絶交だ！」と言われてしまう。
3月26日、BUSHI・ヒロム組vsオスプレイ・ヘナーレ組の試合後に、東郷とともにヒロムを襲撃した。東郷がスポイラーズチョーカーでヒロムの首を絞め上げる中、EVILは放送禁止用語でヒロムを捲したてた。ヒロムへのリベンジ表明なのか、自身が保持するNEVER無差別級王座への逆指名なのかもわからないまま翌日を迎える。
3月27日、大阪城ホール大会・バックステージにてヒロムを逆指名。これを受け、4月9日両国国技館大会でNEVER無差別級選手権・EVILvsヒロムという試合が組まれた。
4月9日、ヒロムを相手にNEVER無差別級王座の二度目の防衛に成功。だが試合後、同日に棚橋からライオンマークTシャツを手渡されて正式に本隊入りしたタマがEVILの前に登場してタマの必殺技でもあるガンスタンを決められてしまい、EVILは「オマエに散々やられた恨みを晴らす。リベンジだ！！」と屈辱的なマイクを受けた。
4月25日、タマ・ロア・棚橋組を相手にNEVER無差別級6人タッグ王座の防衛に成功。5月1日福岡ドーム大会のNEVER無差別級選手権へと大きな弾みをつけた。
5月1日、タマとのNEVER無差別級選手権に敗れ王座防衛に失敗。
同日、メインイベント後にBULLET CLUBメンバーがリング上を占拠するという場面があったが、EVILは参加しなかった。（他のHOUSE OF TORTUREメンバーも同じく参加しなかった。）
6月12日、ザック・セイバーJr.＆エル・デスペラード＆金丸義信を相手にNEVER無差別級6人タッグ王座の防衛に成功。
同日、G1CLIMAX32へのエントリーが発表された。
6月20日、エントリーが発表されているG1CLIMAX32で、Cブロックに配属されることがアナウンスされた。
7月5日、YOH＆後藤＆YOSHI-HASHI組を相手にNEVER無差別級6人タッグ王座の防衛戦を実施。EVIL＆高橋＆東郷がドッグゲージに閉じ込められ、一人孤立したSHOが3カウントを奪われ王座から陥落した。8ヶ月に渡る長期政権を崩された上、ドッグゲージ撮影会が行われるというこれ以上ない屈辱的な内容となった。

## 人物・エピソード
- 決めセリフは、「Everything is evil… It's Real」、「すべては、EVILだ」、「よく、覚えとけ」。
- L・I・J時代の入場時は大鎌を持参、手に機器を装着し、天井、または自らの顔に向かってレーザー照射をしていた。タッグマッチでは他のメンバーより先行して単独で入場し、同様のパフォーマンスを行う事が多い。北海道、沖縄・海外など飛行機移動を伴う場所での興行では大鎌を持たないこともある。
- 凱旋帰国時の目標は、EVILは自身がIWGPと新日本を支配すること、そしてL・I・Jを新日本の中でブレイクさせることとしていた[17]。
- 凱旋帰国当初は口数は少なく不気味な英語を話していたが、2017年の棚橋・オカダからの勝利辺りから徐々に日本語で喋るようになった。
- SANADA、ヒロムと徐々にメンバーが増えた際、「L・I・Jメンバーの個性を活かしつつチームとしてまとまっている」とEVILは分析している。NEVER無差別級6人タッグのチャンピオンベルトに最初思い入れはなかったが、EVILはタイトルマッチを行っていく中でベルトの価値が上がったことを感じたという[17]。
- 2017年上半期にタグチジャパンとの闘いが続いていたが、タグチジャパンに関してEVILは「アイツらのお笑いに付き合う気なんてサラサラないし、むしろアイツらはオレたちと絡むことで自分たちの価値を上げていったんじゃないのか?」と専門誌のインタビューで話している[17]。
- SANADAのことを天才と認めている。逆にオカダのことをEVILは、「オレが凱旋帰国してから、アイツは常にベルトに絡んでいた。だからといってオレはアイツに負けるなんてまったく思っていなかったし、だからこそオカダ・カズチカの倒し方を見せてやると言い続けていた」と話しており、さらにEVILは「超人オカダ・カズチカの倒し方は一つではない。G1で狂わせたアイツの歯車をさらに狂わせ、両国で時代ごと変えてやる!」と、オカダとのタイトルマッチを意識した発言をした[17]。
- 2020年10月25日の幕張大会以降、理由は不明であるが、試合中に対戦相手を本部席近くの鉄柵に思い切り叩きつけ本部席を破壊するシーンが多々見られるようになった[18]。主に被害にあうのは阿部誠リングアナウンサーである。なお、阿部の息子はEVILのファン。

## 得意技
EVIL

## タイトル歴
新日本プロレス
- IWGPヘビー級王座 : 1回（第71代）
- IWGPインターコンチネンタル王座 : 1回（第25代）
- IWGPタッグ王座 : 2回（第79・82代、パートナーはSANADA）
- NEVER無差別級王座 : 3回（第13・35・43代）
- NEVER無差別級6人タッグ王座 : 6回（第9･11・13・20・22代・24代、パートナーはSANADA&BUSHI→BUSHI&鷹木信悟→高橋裕二郎&SHO）
- NEW JAPAN CUP 優勝 : 1回（2020年）
- WORLD TAG LEAGUE 優勝 : 2回（2017年、2018年、パートナーはSANADA）

ワールド・オブ・アンプリディクタブル・レスリング
- WUWライトヘビー級王座[19] : 1回

## 入場テーマ曲
Evolve
BULLET CLUB加入後から使用しているテーマ曲。
Black Deeds
EVILとして凱旋帰国してから2020年7月のNEW JAPAN CUP優勝まで使用していたテーマ曲。
2015年11月の凱旋試合から2017年7月のロサンゼルス大会までは鐘音が無い旧バージョンが使用され、2017年のG1 CLIMAXからは曲の冒頭部に鐘音を追加した新バージョンが使用された。
Go for broke
新人時代のテーマ曲。